# Rýžová mouka

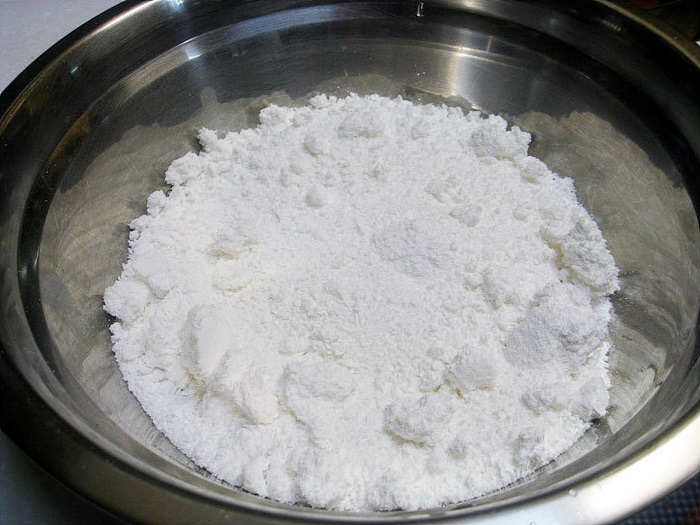
Rýžová mouka

Rýžová mouka je jemná mouka vyrobená z rýže, která se používá hlavně v asijské kuchyni. Od rýžového škrobu se liší tím, že škrob se obvykle vyrábí namáčením rýže v alkalické lázni (potaš nebo soda). Rýžová mouka může být použita jako náhrada pšeničné mouky a je přirozeně bezlepková. Rýžová mouka se také používá jako zahušťovadlo v chlazených či mražených potravinách, protože brání oddělování tekutin. Rýžová mouka se může vyrábět z bílé rýže, hnědé rýže nebo lepkavé rýže. Při výrobě mouky se můžou odstraní z rýže slupky nebo se k mletí používá neloupaná rýže.

## Historie
Rýžová mouka se v Číně používala jako přísada do malty. Při stavbě Velké čínské zdi byla použita směs lepkavé rýžové mouky a vápna. Častěji se používala také při stavbě městských hradeb, hrobek a vodních nádrží.

## Použití rýžové mouky

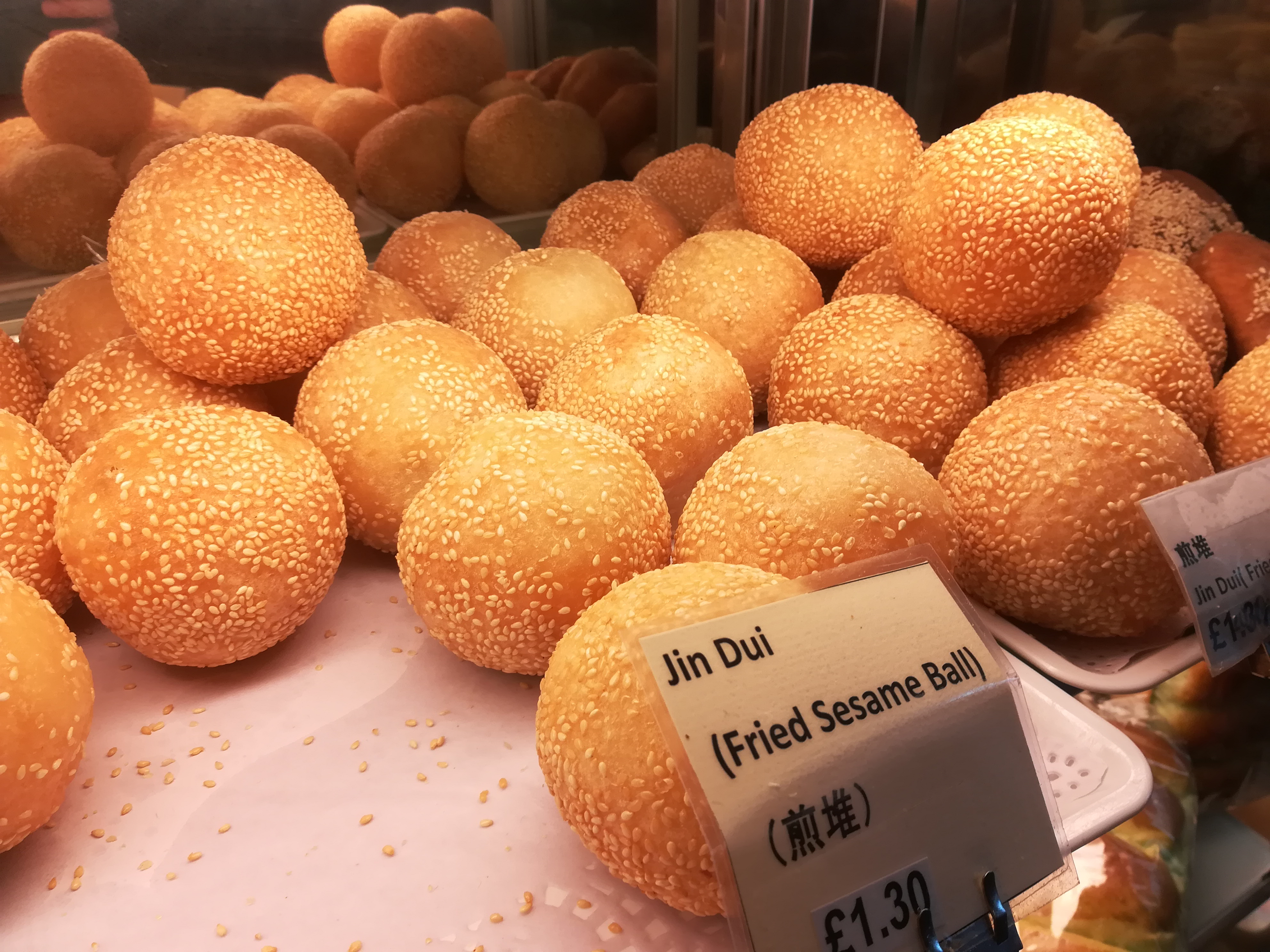
Čínské sezamové kuličky z rýžové mouky a sezamu

Rýžová mouka se může používat k výrobě cukrovinek, jako jsou rýžové koláčky, makronky a některé druhy bulek, a to díky své struktuře a chuti, kterým hotovým výrobkům dodává. Používá se také k posypávání cukrovinek podobným způsobem jako moučkový cukr.

### Východoasijská kuchyně
V Číně se rýžová mouka používá k výrobě potravin, jako jsou sezamové kuličky. V Japonsku se vařená lepkavá rýžová mouka nazývá močigomeko (nebo zkráceně močiko) a je používána k výrobě moči, dangó nebo jako zahušťovadlo do omáček. Nevařená lepkavá rýžová mouka širatamako se často používá k výrobě cukrovinek. Nelepkavá rýžová mouka džóšinko se používá především k výrobě cukrovinek.
V Koreji se rýžová mouka vyrobená z různých odrůd rýže a odlišnými metodami mletí používá pro různé účely. Jsou z ní vyráběny ttok (rýžové koláčky) a hangwa (sladké pečivo). Lepkavá rýžová mouka chapssal-garu se používá k výrobě chapssal-ttok (lepkavých rýžových placek), kočchudžang (ostrého fermentovaného koření) a také jako rýžové lepidlo na kimčchi. Nelepkavá rýžová mouka se může také používat při výrobě kaší, jako je beombeok, juk, mieum a dangsu.

### Jihovýchodní Asie
Na Filipínách je lepkavé rýžové těsto galapóng základem pro řadu druhů místních rýžových placek a dezertů. V závislosti na pokrmu se do galapóngu může přidat kokosové mléko, louh z dřevěného popela a různé další ingredience. Galapóng lze připravovat pečený, dušený, vařený nebo smažený, což vede ke vzniku pokrmů jako je puto nebo bibingka.

## Nutriční hodnota
Složení rýžové mouky se přirozeně mění v závislosti na podmínkách prostředí (půda, klima) a na použitých pěstitelských technikách (hnojení, ochrana rostlin).
| Základní živiny (g) | Základní živiny (g) | Minerály (mg) | Minerály (mg) | Vitamíny (µg) | Vitamíny (µg) |
| ------------------- | ------------------- | ------------- | ------------- | ------------- | ------------- |
| Voda                | 12,5                | Sodík         | 4             | Vitamín B1    | 60            |
| Bílkoviny           | 6,7                 | Draslík       | 105           | Vitamín B2    | 30            |
| Tuky                | 0,7                 | Hořčík        | 25            | Vitamín B3    | 1400          |
| Sacharidy           | 78,2                | Vápník        | 7             | Vitamín B6    | 200           |
| Vláknina            | 1,4                 |               |               |               |               |
| Minerální látky     | 0,6                 |               |               |               |               |